# Неукомм, Дьюла

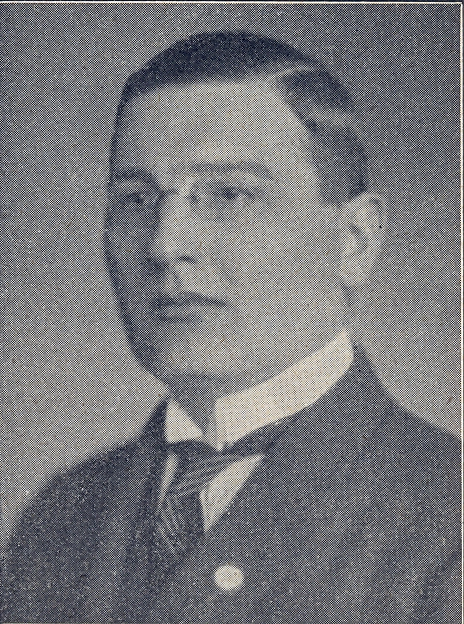
Фото Д. Неукомма из альманаха «Internationale Galerie moderner Problem-Komponisten» (Вена, 1930, Nr. 1)

Дью́ла Не́укомм (Нейком, венг. Neukomm Gyula), также Ю́лиус Но́йкомм (нем. Julius Neukomm; 22 апреля 1892, Вршац — 9 октября 1957, Будапешт) — венгерский шахматный композитор немецкого происхождения; международный арбитр (1956). Профессор математики. Один из основателей Постоянной комиссии ФИДЕ по шахматной композиции и её первый президент (1956—1957). Основатель (вместе с Н. Ковачем) национальной школы задач на кооперативные маты.
С 1906 опубликовал около 750 композиций разных жанров. Особое внимание уделял двухходовым задачам-блокам и задачам на кооперативный мат.

## Композиции
|   | a | b | c | d | e | f | g | h |   |
| - | --- | --- | --- | --- | --- | --- | --- | --- | - |
| 8 | b7 белый ферзь · d7 чёрная пешка · f6 чёрный конь · h6 чёрная ладья · b5 белый король · e5 чёрная пешка · a4 чёрная пешка · a3 чёрный король · b3 чёрная пешка · c3 белый конь · b2 чёрная пешка · c2 белая пешка · d2 белая пешка · e2 белая пешка · f2 белая пешка · g2 белая пешка · a1 чёрная ладья · g1 чёрный слон | b7 белый ферзь · d7 чёрная пешка · f6 чёрный конь · h6 чёрная ладья · b5 белый король · e5 чёрная пешка · a4 чёрная пешка · a3 чёрный король · b3 чёрная пешка · c3 белый конь · b2 чёрная пешка · c2 белая пешка · d2 белая пешка · e2 белая пешка · f2 белая пешка · g2 белая пешка · a1 чёрная ладья · g1 чёрный слон | b7 белый ферзь · d7 чёрная пешка · f6 чёрный конь · h6 чёрная ладья · b5 белый король · e5 чёрная пешка · a4 чёрная пешка · a3 чёрный король · b3 чёрная пешка · c3 белый конь · b2 чёрная пешка · c2 белая пешка · d2 белая пешка · e2 белая пешка · f2 белая пешка · g2 белая пешка · a1 чёрная ладья · g1 чёрный слон | b7 белый ферзь · d7 чёрная пешка · f6 чёрный конь · h6 чёрная ладья · b5 белый король · e5 чёрная пешка · a4 чёрная пешка · a3 чёрный король · b3 чёрная пешка · c3 белый конь · b2 чёрная пешка · c2 белая пешка · d2 белая пешка · e2 белая пешка · f2 белая пешка · g2 белая пешка · a1 чёрная ладья · g1 чёрный слон | b7 белый ферзь · d7 чёрная пешка · f6 чёрный конь · h6 чёрная ладья · b5 белый король · e5 чёрная пешка · a4 чёрная пешка · a3 чёрный король · b3 чёрная пешка · c3 белый конь · b2 чёрная пешка · c2 белая пешка · d2 белая пешка · e2 белая пешка · f2 белая пешка · g2 белая пешка · a1 чёрная ладья · g1 чёрный слон | b7 белый ферзь · d7 чёрная пешка · f6 чёрный конь · h6 чёрная ладья · b5 белый король · e5 чёрная пешка · a4 чёрная пешка · a3 чёрный король · b3 чёрная пешка · c3 белый конь · b2 чёрная пешка · c2 белая пешка · d2 белая пешка · e2 белая пешка · f2 белая пешка · g2 белая пешка · a1 чёрная ладья · g1 чёрный слон | b7 белый ферзь · d7 чёрная пешка · f6 чёрный конь · h6 чёрная ладья · b5 белый король · e5 чёрная пешка · a4 чёрная пешка · a3 чёрный король · b3 чёрная пешка · c3 белый конь · b2 чёрная пешка · c2 белая пешка · d2 белая пешка · e2 белая пешка · f2 белая пешка · g2 белая пешка · a1 чёрная ладья · g1 чёрный слон | b7 белый ферзь · d7 чёрная пешка · f6 чёрный конь · h6 чёрная ладья · b5 белый король · e5 чёрная пешка · a4 чёрная пешка · a3 чёрный король · b3 чёрная пешка · c3 белый конь · b2 чёрная пешка · c2 белая пешка · d2 белая пешка · e2 белая пешка · f2 белая пешка · g2 белая пешка · a1 чёрная ладья · g1 чёрный слон | 8 |
| 7 | b7 белый ферзь · d7 чёрная пешка · f6 чёрный конь · h6 чёрная ладья · b5 белый король · e5 чёрная пешка · a4 чёрная пешка · a3 чёрный король · b3 чёрная пешка · c3 белый конь · b2 чёрная пешка · c2 белая пешка · d2 белая пешка · e2 белая пешка · f2 белая пешка · g2 белая пешка · a1 чёрная ладья · g1 чёрный слон | b7 белый ферзь · d7 чёрная пешка · f6 чёрный конь · h6 чёрная ладья · b5 белый король · e5 чёрная пешка · a4 чёрная пешка · a3 чёрный король · b3 чёрная пешка · c3 белый конь · b2 чёрная пешка · c2 белая пешка · d2 белая пешка · e2 белая пешка · f2 белая пешка · g2 белая пешка · a1 чёрная ладья · g1 чёрный слон | b7 белый ферзь · d7 чёрная пешка · f6 чёрный конь · h6 чёрная ладья · b5 белый король · e5 чёрная пешка · a4 чёрная пешка · a3 чёрный король · b3 чёрная пешка · c3 белый конь · b2 чёрная пешка · c2 белая пешка · d2 белая пешка · e2 белая пешка · f2 белая пешка · g2 белая пешка · a1 чёрная ладья · g1 чёрный слон | b7 белый ферзь · d7 чёрная пешка · f6 чёрный конь · h6 чёрная ладья · b5 белый король · e5 чёрная пешка · a4 чёрная пешка · a3 чёрный король · b3 чёрная пешка · c3 белый конь · b2 чёрная пешка · c2 белая пешка · d2 белая пешка · e2 белая пешка · f2 белая пешка · g2 белая пешка · a1 чёрная ладья · g1 чёрный слон | b7 белый ферзь · d7 чёрная пешка · f6 чёрный конь · h6 чёрная ладья · b5 белый король · e5 чёрная пешка · a4 чёрная пешка · a3 чёрный король · b3 чёрная пешка · c3 белый конь · b2 чёрная пешка · c2 белая пешка · d2 белая пешка · e2 белая пешка · f2 белая пешка · g2 белая пешка · a1 чёрная ладья · g1 чёрный слон | b7 белый ферзь · d7 чёрная пешка · f6 чёрный конь · h6 чёрная ладья · b5 белый король · e5 чёрная пешка · a4 чёрная пешка · a3 чёрный король · b3 чёрная пешка · c3 белый конь · b2 чёрная пешка · c2 белая пешка · d2 белая пешка · e2 белая пешка · f2 белая пешка · g2 белая пешка · a1 чёрная ладья · g1 чёрный слон | b7 белый ферзь · d7 чёрная пешка · f6 чёрный конь · h6 чёрная ладья · b5 белый король · e5 чёрная пешка · a4 чёрная пешка · a3 чёрный король · b3 чёрная пешка · c3 белый конь · b2 чёрная пешка · c2 белая пешка · d2 белая пешка · e2 белая пешка · f2 белая пешка · g2 белая пешка · a1 чёрная ладья · g1 чёрный слон | b7 белый ферзь · d7 чёрная пешка · f6 чёрный конь · h6 чёрная ладья · b5 белый король · e5 чёрная пешка · a4 чёрная пешка · a3 чёрный король · b3 чёрная пешка · c3 белый конь · b2 чёрная пешка · c2 белая пешка · d2 белая пешка · e2 белая пешка · f2 белая пешка · g2 белая пешка · a1 чёрная ладья · g1 чёрный слон | 7 |
| 6 | b7 белый ферзь · d7 чёрная пешка · f6 чёрный конь · h6 чёрная ладья · b5 белый король · e5 чёрная пешка · a4 чёрная пешка · a3 чёрный король · b3 чёрная пешка · c3 белый конь · b2 чёрная пешка · c2 белая пешка · d2 белая пешка · e2 белая пешка · f2 белая пешка · g2 белая пешка · a1 чёрная ладья · g1 чёрный слон | b7 белый ферзь · d7 чёрная пешка · f6 чёрный конь · h6 чёрная ладья · b5 белый король · e5 чёрная пешка · a4 чёрная пешка · a3 чёрный король · b3 чёрная пешка · c3 белый конь · b2 чёрная пешка · c2 белая пешка · d2 белая пешка · e2 белая пешка · f2 белая пешка · g2 белая пешка · a1 чёрная ладья · g1 чёрный слон | b7 белый ферзь · d7 чёрная пешка · f6 чёрный конь · h6 чёрная ладья · b5 белый король · e5 чёрная пешка · a4 чёрная пешка · a3 чёрный король · b3 чёрная пешка · c3 белый конь · b2 чёрная пешка · c2 белая пешка · d2 белая пешка · e2 белая пешка · f2 белая пешка · g2 белая пешка · a1 чёрная ладья · g1 чёрный слон | b7 белый ферзь · d7 чёрная пешка · f6 чёрный конь · h6 чёрная ладья · b5 белый король · e5 чёрная пешка · a4 чёрная пешка · a3 чёрный король · b3 чёрная пешка · c3 белый конь · b2 чёрная пешка · c2 белая пешка · d2 белая пешка · e2 белая пешка · f2 белая пешка · g2 белая пешка · a1 чёрная ладья · g1 чёрный слон | b7 белый ферзь · d7 чёрная пешка · f6 чёрный конь · h6 чёрная ладья · b5 белый король · e5 чёрная пешка · a4 чёрная пешка · a3 чёрный король · b3 чёрная пешка · c3 белый конь · b2 чёрная пешка · c2 белая пешка · d2 белая пешка · e2 белая пешка · f2 белая пешка · g2 белая пешка · a1 чёрная ладья · g1 чёрный слон | b7 белый ферзь · d7 чёрная пешка · f6 чёрный конь · h6 чёрная ладья · b5 белый король · e5 чёрная пешка · a4 чёрная пешка · a3 чёрный король · b3 чёрная пешка · c3 белый конь · b2 чёрная пешка · c2 белая пешка · d2 белая пешка · e2 белая пешка · f2 белая пешка · g2 белая пешка · a1 чёрная ладья · g1 чёрный слон | b7 белый ферзь · d7 чёрная пешка · f6 чёрный конь · h6 чёрная ладья · b5 белый король · e5 чёрная пешка · a4 чёрная пешка · a3 чёрный король · b3 чёрная пешка · c3 белый конь · b2 чёрная пешка · c2 белая пешка · d2 белая пешка · e2 белая пешка · f2 белая пешка · g2 белая пешка · a1 чёрная ладья · g1 чёрный слон | b7 белый ферзь · d7 чёрная пешка · f6 чёрный конь · h6 чёрная ладья · b5 белый король · e5 чёрная пешка · a4 чёрная пешка · a3 чёрный король · b3 чёрная пешка · c3 белый конь · b2 чёрная пешка · c2 белая пешка · d2 белая пешка · e2 белая пешка · f2 белая пешка · g2 белая пешка · a1 чёрная ладья · g1 чёрный слон | 6 |
| 5 | b7 белый ферзь · d7 чёрная пешка · f6 чёрный конь · h6 чёрная ладья · b5 белый король · e5 чёрная пешка · a4 чёрная пешка · a3 чёрный король · b3 чёрная пешка · c3 белый конь · b2 чёрная пешка · c2 белая пешка · d2 белая пешка · e2 белая пешка · f2 белая пешка · g2 белая пешка · a1 чёрная ладья · g1 чёрный слон | b7 белый ферзь · d7 чёрная пешка · f6 чёрный конь · h6 чёрная ладья · b5 белый король · e5 чёрная пешка · a4 чёрная пешка · a3 чёрный король · b3 чёрная пешка · c3 белый конь · b2 чёрная пешка · c2 белая пешка · d2 белая пешка · e2 белая пешка · f2 белая пешка · g2 белая пешка · a1 чёрная ладья · g1 чёрный слон | b7 белый ферзь · d7 чёрная пешка · f6 чёрный конь · h6 чёрная ладья · b5 белый король · e5 чёрная пешка · a4 чёрная пешка · a3 чёрный король · b3 чёрная пешка · c3 белый конь · b2 чёрная пешка · c2 белая пешка · d2 белая пешка · e2 белая пешка · f2 белая пешка · g2 белая пешка · a1 чёрная ладья · g1 чёрный слон | b7 белый ферзь · d7 чёрная пешка · f6 чёрный конь · h6 чёрная ладья · b5 белый король · e5 чёрная пешка · a4 чёрная пешка · a3 чёрный король · b3 чёрная пешка · c3 белый конь · b2 чёрная пешка · c2 белая пешка · d2 белая пешка · e2 белая пешка · f2 белая пешка · g2 белая пешка · a1 чёрная ладья · g1 чёрный слон | b7 белый ферзь · d7 чёрная пешка · f6 чёрный конь · h6 чёрная ладья · b5 белый король · e5 чёрная пешка · a4 чёрная пешка · a3 чёрный король · b3 чёрная пешка · c3 белый конь · b2 чёрная пешка · c2 белая пешка · d2 белая пешка · e2 белая пешка · f2 белая пешка · g2 белая пешка · a1 чёрная ладья · g1 чёрный слон | b7 белый ферзь · d7 чёрная пешка · f6 чёрный конь · h6 чёрная ладья · b5 белый король · e5 чёрная пешка · a4 чёрная пешка · a3 чёрный король · b3 чёрная пешка · c3 белый конь · b2 чёрная пешка · c2 белая пешка · d2 белая пешка · e2 белая пешка · f2 белая пешка · g2 белая пешка · a1 чёрная ладья · g1 чёрный слон | b7 белый ферзь · d7 чёрная пешка · f6 чёрный конь · h6 чёрная ладья · b5 белый король · e5 чёрная пешка · a4 чёрная пешка · a3 чёрный король · b3 чёрная пешка · c3 белый конь · b2 чёрная пешка · c2 белая пешка · d2 белая пешка · e2 белая пешка · f2 белая пешка · g2 белая пешка · a1 чёрная ладья · g1 чёрный слон | b7 белый ферзь · d7 чёрная пешка · f6 чёрный конь · h6 чёрная ладья · b5 белый король · e5 чёрная пешка · a4 чёрная пешка · a3 чёрный король · b3 чёрная пешка · c3 белый конь · b2 чёрная пешка · c2 белая пешка · d2 белая пешка · e2 белая пешка · f2 белая пешка · g2 белая пешка · a1 чёрная ладья · g1 чёрный слон | 5 |
| 4 | b7 белый ферзь · d7 чёрная пешка · f6 чёрный конь · h6 чёрная ладья · b5 белый король · e5 чёрная пешка · a4 чёрная пешка · a3 чёрный король · b3 чёрная пешка · c3 белый конь · b2 чёрная пешка · c2 белая пешка · d2 белая пешка · e2 белая пешка · f2 белая пешка · g2 белая пешка · a1 чёрная ладья · g1 чёрный слон | b7 белый ферзь · d7 чёрная пешка · f6 чёрный конь · h6 чёрная ладья · b5 белый король · e5 чёрная пешка · a4 чёрная пешка · a3 чёрный король · b3 чёрная пешка · c3 белый конь · b2 чёрная пешка · c2 белая пешка · d2 белая пешка · e2 белая пешка · f2 белая пешка · g2 белая пешка · a1 чёрная ладья · g1 чёрный слон | b7 белый ферзь · d7 чёрная пешка · f6 чёрный конь · h6 чёрная ладья · b5 белый король · e5 чёрная пешка · a4 чёрная пешка · a3 чёрный король · b3 чёрная пешка · c3 белый конь · b2 чёрная пешка · c2 белая пешка · d2 белая пешка · e2 белая пешка · f2 белая пешка · g2 белая пешка · a1 чёрная ладья · g1 чёрный слон | b7 белый ферзь · d7 чёрная пешка · f6 чёрный конь · h6 чёрная ладья · b5 белый король · e5 чёрная пешка · a4 чёрная пешка · a3 чёрный король · b3 чёрная пешка · c3 белый конь · b2 чёрная пешка · c2 белая пешка · d2 белая пешка · e2 белая пешка · f2 белая пешка · g2 белая пешка · a1 чёрная ладья · g1 чёрный слон | b7 белый ферзь · d7 чёрная пешка · f6 чёрный конь · h6 чёрная ладья · b5 белый король · e5 чёрная пешка · a4 чёрная пешка · a3 чёрный король · b3 чёрная пешка · c3 белый конь · b2 чёрная пешка · c2 белая пешка · d2 белая пешка · e2 белая пешка · f2 белая пешка · g2 белая пешка · a1 чёрная ладья · g1 чёрный слон | b7 белый ферзь · d7 чёрная пешка · f6 чёрный конь · h6 чёрная ладья · b5 белый король · e5 чёрная пешка · a4 чёрная пешка · a3 чёрный король · b3 чёрная пешка · c3 белый конь · b2 чёрная пешка · c2 белая пешка · d2 белая пешка · e2 белая пешка · f2 белая пешка · g2 белая пешка · a1 чёрная ладья · g1 чёрный слон | b7 белый ферзь · d7 чёрная пешка · f6 чёрный конь · h6 чёрная ладья · b5 белый король · e5 чёрная пешка · a4 чёрная пешка · a3 чёрный король · b3 чёрная пешка · c3 белый конь · b2 чёрная пешка · c2 белая пешка · d2 белая пешка · e2 белая пешка · f2 белая пешка · g2 белая пешка · a1 чёрная ладья · g1 чёрный слон | b7 белый ферзь · d7 чёрная пешка · f6 чёрный конь · h6 чёрная ладья · b5 белый король · e5 чёрная пешка · a4 чёрная пешка · a3 чёрный король · b3 чёрная пешка · c3 белый конь · b2 чёрная пешка · c2 белая пешка · d2 белая пешка · e2 белая пешка · f2 белая пешка · g2 белая пешка · a1 чёрная ладья · g1 чёрный слон | 4 |
| 3 | b7 белый ферзь · d7 чёрная пешка · f6 чёрный конь · h6 чёрная ладья · b5 белый король · e5 чёрная пешка · a4 чёрная пешка · a3 чёрный король · b3 чёрная пешка · c3 белый конь · b2 чёрная пешка · c2 белая пешка · d2 белая пешка · e2 белая пешка · f2 белая пешка · g2 белая пешка · a1 чёрная ладья · g1 чёрный слон | b7 белый ферзь · d7 чёрная пешка · f6 чёрный конь · h6 чёрная ладья · b5 белый король · e5 чёрная пешка · a4 чёрная пешка · a3 чёрный король · b3 чёрная пешка · c3 белый конь · b2 чёрная пешка · c2 белая пешка · d2 белая пешка · e2 белая пешка · f2 белая пешка · g2 белая пешка · a1 чёрная ладья · g1 чёрный слон | b7 белый ферзь · d7 чёрная пешка · f6 чёрный конь · h6 чёрная ладья · b5 белый король · e5 чёрная пешка · a4 чёрная пешка · a3 чёрный король · b3 чёрная пешка · c3 белый конь · b2 чёрная пешка · c2 белая пешка · d2 белая пешка · e2 белая пешка · f2 белая пешка · g2 белая пешка · a1 чёрная ладья · g1 чёрный слон | b7 белый ферзь · d7 чёрная пешка · f6 чёрный конь · h6 чёрная ладья · b5 белый король · e5 чёрная пешка · a4 чёрная пешка · a3 чёрный король · b3 чёрная пешка · c3 белый конь · b2 чёрная пешка · c2 белая пешка · d2 белая пешка · e2 белая пешка · f2 белая пешка · g2 белая пешка · a1 чёрная ладья · g1 чёрный слон | b7 белый ферзь · d7 чёрная пешка · f6 чёрный конь · h6 чёрная ладья · b5 белый король · e5 чёрная пешка · a4 чёрная пешка · a3 чёрный король · b3 чёрная пешка · c3 белый конь · b2 чёрная пешка · c2 белая пешка · d2 белая пешка · e2 белая пешка · f2 белая пешка · g2 белая пешка · a1 чёрная ладья · g1 чёрный слон | b7 белый ферзь · d7 чёрная пешка · f6 чёрный конь · h6 чёрная ладья · b5 белый король · e5 чёрная пешка · a4 чёрная пешка · a3 чёрный король · b3 чёрная пешка · c3 белый конь · b2 чёрная пешка · c2 белая пешка · d2 белая пешка · e2 белая пешка · f2 белая пешка · g2 белая пешка · a1 чёрная ладья · g1 чёрный слон | b7 белый ферзь · d7 чёрная пешка · f6 чёрный конь · h6 чёрная ладья · b5 белый король · e5 чёрная пешка · a4 чёрная пешка · a3 чёрный король · b3 чёрная пешка · c3 белый конь · b2 чёрная пешка · c2 белая пешка · d2 белая пешка · e2 белая пешка · f2 белая пешка · g2 белая пешка · a1 чёрная ладья · g1 чёрный слон | b7 белый ферзь · d7 чёрная пешка · f6 чёрный конь · h6 чёрная ладья · b5 белый король · e5 чёрная пешка · a4 чёрная пешка · a3 чёрный король · b3 чёрная пешка · c3 белый конь · b2 чёрная пешка · c2 белая пешка · d2 белая пешка · e2 белая пешка · f2 белая пешка · g2 белая пешка · a1 чёрная ладья · g1 чёрный слон | 3 |
| 2 | b7 белый ферзь · d7 чёрная пешка · f6 чёрный конь · h6 чёрная ладья · b5 белый король · e5 чёрная пешка · a4 чёрная пешка · a3 чёрный король · b3 чёрная пешка · c3 белый конь · b2 чёрная пешка · c2 белая пешка · d2 белая пешка · e2 белая пешка · f2 белая пешка · g2 белая пешка · a1 чёрная ладья · g1 чёрный слон | b7 белый ферзь · d7 чёрная пешка · f6 чёрный конь · h6 чёрная ладья · b5 белый король · e5 чёрная пешка · a4 чёрная пешка · a3 чёрный король · b3 чёрная пешка · c3 белый конь · b2 чёрная пешка · c2 белая пешка · d2 белая пешка · e2 белая пешка · f2 белая пешка · g2 белая пешка · a1 чёрная ладья · g1 чёрный слон | b7 белый ферзь · d7 чёрная пешка · f6 чёрный конь · h6 чёрная ладья · b5 белый король · e5 чёрная пешка · a4 чёрная пешка · a3 чёрный король · b3 чёрная пешка · c3 белый конь · b2 чёрная пешка · c2 белая пешка · d2 белая пешка · e2 белая пешка · f2 белая пешка · g2 белая пешка · a1 чёрная ладья · g1 чёрный слон | b7 белый ферзь · d7 чёрная пешка · f6 чёрный конь · h6 чёрная ладья · b5 белый король · e5 чёрная пешка · a4 чёрная пешка · a3 чёрный король · b3 чёрная пешка · c3 белый конь · b2 чёрная пешка · c2 белая пешка · d2 белая пешка · e2 белая пешка · f2 белая пешка · g2 белая пешка · a1 чёрная ладья · g1 чёрный слон | b7 белый ферзь · d7 чёрная пешка · f6 чёрный конь · h6 чёрная ладья · b5 белый король · e5 чёрная пешка · a4 чёрная пешка · a3 чёрный король · b3 чёрная пешка · c3 белый конь · b2 чёрная пешка · c2 белая пешка · d2 белая пешка · e2 белая пешка · f2 белая пешка · g2 белая пешка · a1 чёрная ладья · g1 чёрный слон | b7 белый ферзь · d7 чёрная пешка · f6 чёрный конь · h6 чёрная ладья · b5 белый король · e5 чёрная пешка · a4 чёрная пешка · a3 чёрный король · b3 чёрная пешка · c3 белый конь · b2 чёрная пешка · c2 белая пешка · d2 белая пешка · e2 белая пешка · f2 белая пешка · g2 белая пешка · a1 чёрная ладья · g1 чёрный слон | b7 белый ферзь · d7 чёрная пешка · f6 чёрный конь · h6 чёрная ладья · b5 белый король · e5 чёрная пешка · a4 чёрная пешка · a3 чёрный король · b3 чёрная пешка · c3 белый конь · b2 чёрная пешка · c2 белая пешка · d2 белая пешка · e2 белая пешка · f2 белая пешка · g2 белая пешка · a1 чёрная ладья · g1 чёрный слон | b7 белый ферзь · d7 чёрная пешка · f6 чёрный конь · h6 чёрная ладья · b5 белый король · e5 чёрная пешка · a4 чёрная пешка · a3 чёрный король · b3 чёрная пешка · c3 белый конь · b2 чёрная пешка · c2 белая пешка · d2 белая пешка · e2 белая пешка · f2 белая пешка · g2 белая пешка · a1 чёрная ладья · g1 чёрный слон | 2 |
| 1 | b7 белый ферзь · d7 чёрная пешка · f6 чёрный конь · h6 чёрная ладья · b5 белый король · e5 чёрная пешка · a4 чёрная пешка · a3 чёрный король · b3 чёрная пешка · c3 белый конь · b2 чёрная пешка · c2 белая пешка · d2 белая пешка · e2 белая пешка · f2 белая пешка · g2 белая пешка · a1 чёрная ладья · g1 чёрный слон | b7 белый ферзь · d7 чёрная пешка · f6 чёрный конь · h6 чёрная ладья · b5 белый король · e5 чёрная пешка · a4 чёрная пешка · a3 чёрный король · b3 чёрная пешка · c3 белый конь · b2 чёрная пешка · c2 белая пешка · d2 белая пешка · e2 белая пешка · f2 белая пешка · g2 белая пешка · a1 чёрная ладья · g1 чёрный слон | b7 белый ферзь · d7 чёрная пешка · f6 чёрный конь · h6 чёрная ладья · b5 белый король · e5 чёрная пешка · a4 чёрная пешка · a3 чёрный король · b3 чёрная пешка · c3 белый конь · b2 чёрная пешка · c2 белая пешка · d2 белая пешка · e2 белая пешка · f2 белая пешка · g2 белая пешка · a1 чёрная ладья · g1 чёрный слон | b7 белый ферзь · d7 чёрная пешка · f6 чёрный конь · h6 чёрная ладья · b5 белый король · e5 чёрная пешка · a4 чёрная пешка · a3 чёрный король · b3 чёрная пешка · c3 белый конь · b2 чёрная пешка · c2 белая пешка · d2 белая пешка · e2 белая пешка · f2 белая пешка · g2 белая пешка · a1 чёрная ладья · g1 чёрный слон | b7 белый ферзь · d7 чёрная пешка · f6 чёрный конь · h6 чёрная ладья · b5 белый король · e5 чёрная пешка · a4 чёрная пешка · a3 чёрный король · b3 чёрная пешка · c3 белый конь · b2 чёрная пешка · c2 белая пешка · d2 белая пешка · e2 белая пешка · f2 белая пешка · g2 белая пешка · a1 чёрная ладья · g1 чёрный слон | b7 белый ферзь · d7 чёрная пешка · f6 чёрный конь · h6 чёрная ладья · b5 белый король · e5 чёрная пешка · a4 чёрная пешка · a3 чёрный король · b3 чёрная пешка · c3 белый конь · b2 чёрная пешка · c2 белая пешка · d2 белая пешка · e2 белая пешка · f2 белая пешка · g2 белая пешка · a1 чёрная ладья · g1 чёрный слон | b7 белый ферзь · d7 чёрная пешка · f6 чёрный конь · h6 чёрная ладья · b5 белый король · e5 чёрная пешка · a4 чёрная пешка · a3 чёрный король · b3 чёрная пешка · c3 белый конь · b2 чёрная пешка · c2 белая пешка · d2 белая пешка · e2 белая пешка · f2 белая пешка · g2 белая пешка · a1 чёрная ладья · g1 чёрный слон | b7 белый ферзь · d7 чёрная пешка · f6 чёрный конь · h6 чёрная ладья · b5 белый король · e5 чёрная пешка · a4 чёрная пешка · a3 чёрный король · b3 чёрная пешка · c3 белый конь · b2 чёрная пешка · c2 белая пешка · d2 белая пешка · e2 белая пешка · f2 белая пешка · g2 белая пешка · a1 чёрная ладья · g1 чёрный слон | 1 |
|   | a | b | c | d | e | f | g | h |   |

1.Кb1+ Л:b1 2.Фa6 Лh4 (ликвидируя угрозу мата) 

3.g4 Л:g4 4.f4 Л:f4 5.e4 Л:e4 6.d4 Л:d4 7.c4 Л:c4

8.Ф:a4+ Л:a4 — пат.
|   | a | b | c | d | e | f | g | h |   |
| - | --- | --- | --- | --- | --- | --- | --- | --- | - |
| 8 | a8 белый король · e8 чёрный конь · g8 белый слон · a7 белый конь · c7 чёрная пешка · d7 чёрный король · e7 белая пешка · f7 белый ферзь · c6 белый конь · d4 чёрный конь | a8 белый король · e8 чёрный конь · g8 белый слон · a7 белый конь · c7 чёрная пешка · d7 чёрный король · e7 белая пешка · f7 белый ферзь · c6 белый конь · d4 чёрный конь | a8 белый король · e8 чёрный конь · g8 белый слон · a7 белый конь · c7 чёрная пешка · d7 чёрный король · e7 белая пешка · f7 белый ферзь · c6 белый конь · d4 чёрный конь | a8 белый король · e8 чёрный конь · g8 белый слон · a7 белый конь · c7 чёрная пешка · d7 чёрный король · e7 белая пешка · f7 белый ферзь · c6 белый конь · d4 чёрный конь | a8 белый король · e8 чёрный конь · g8 белый слон · a7 белый конь · c7 чёрная пешка · d7 чёрный король · e7 белая пешка · f7 белый ферзь · c6 белый конь · d4 чёрный конь | a8 белый король · e8 чёрный конь · g8 белый слон · a7 белый конь · c7 чёрная пешка · d7 чёрный король · e7 белая пешка · f7 белый ферзь · c6 белый конь · d4 чёрный конь | a8 белый король · e8 чёрный конь · g8 белый слон · a7 белый конь · c7 чёрная пешка · d7 чёрный король · e7 белая пешка · f7 белый ферзь · c6 белый конь · d4 чёрный конь | a8 белый король · e8 чёрный конь · g8 белый слон · a7 белый конь · c7 чёрная пешка · d7 чёрный король · e7 белая пешка · f7 белый ферзь · c6 белый конь · d4 чёрный конь | 8 |
| 7 | a8 белый король · e8 чёрный конь · g8 белый слон · a7 белый конь · c7 чёрная пешка · d7 чёрный король · e7 белая пешка · f7 белый ферзь · c6 белый конь · d4 чёрный конь | a8 белый король · e8 чёрный конь · g8 белый слон · a7 белый конь · c7 чёрная пешка · d7 чёрный король · e7 белая пешка · f7 белый ферзь · c6 белый конь · d4 чёрный конь | a8 белый король · e8 чёрный конь · g8 белый слон · a7 белый конь · c7 чёрная пешка · d7 чёрный король · e7 белая пешка · f7 белый ферзь · c6 белый конь · d4 чёрный конь | a8 белый король · e8 чёрный конь · g8 белый слон · a7 белый конь · c7 чёрная пешка · d7 чёрный король · e7 белая пешка · f7 белый ферзь · c6 белый конь · d4 чёрный конь | a8 белый король · e8 чёрный конь · g8 белый слон · a7 белый конь · c7 чёрная пешка · d7 чёрный король · e7 белая пешка · f7 белый ферзь · c6 белый конь · d4 чёрный конь | a8 белый король · e8 чёрный конь · g8 белый слон · a7 белый конь · c7 чёрная пешка · d7 чёрный король · e7 белая пешка · f7 белый ферзь · c6 белый конь · d4 чёрный конь | a8 белый король · e8 чёрный конь · g8 белый слон · a7 белый конь · c7 чёрная пешка · d7 чёрный король · e7 белая пешка · f7 белый ферзь · c6 белый конь · d4 чёрный конь | a8 белый король · e8 чёрный конь · g8 белый слон · a7 белый конь · c7 чёрная пешка · d7 чёрный король · e7 белая пешка · f7 белый ферзь · c6 белый конь · d4 чёрный конь | 7 |
| 6 | a8 белый король · e8 чёрный конь · g8 белый слон · a7 белый конь · c7 чёрная пешка · d7 чёрный король · e7 белая пешка · f7 белый ферзь · c6 белый конь · d4 чёрный конь | a8 белый король · e8 чёрный конь · g8 белый слон · a7 белый конь · c7 чёрная пешка · d7 чёрный король · e7 белая пешка · f7 белый ферзь · c6 белый конь · d4 чёрный конь | a8 белый король · e8 чёрный конь · g8 белый слон · a7 белый конь · c7 чёрная пешка · d7 чёрный король · e7 белая пешка · f7 белый ферзь · c6 белый конь · d4 чёрный конь | a8 белый король · e8 чёрный конь · g8 белый слон · a7 белый конь · c7 чёрная пешка · d7 чёрный король · e7 белая пешка · f7 белый ферзь · c6 белый конь · d4 чёрный конь | a8 белый король · e8 чёрный конь · g8 белый слон · a7 белый конь · c7 чёрная пешка · d7 чёрный король · e7 белая пешка · f7 белый ферзь · c6 белый конь · d4 чёрный конь | a8 белый король · e8 чёрный конь · g8 белый слон · a7 белый конь · c7 чёрная пешка · d7 чёрный король · e7 белая пешка · f7 белый ферзь · c6 белый конь · d4 чёрный конь | a8 белый король · e8 чёрный конь · g8 белый слон · a7 белый конь · c7 чёрная пешка · d7 чёрный король · e7 белая пешка · f7 белый ферзь · c6 белый конь · d4 чёрный конь | a8 белый король · e8 чёрный конь · g8 белый слон · a7 белый конь · c7 чёрная пешка · d7 чёрный король · e7 белая пешка · f7 белый ферзь · c6 белый конь · d4 чёрный конь | 6 |
| 5 | a8 белый король · e8 чёрный конь · g8 белый слон · a7 белый конь · c7 чёрная пешка · d7 чёрный король · e7 белая пешка · f7 белый ферзь · c6 белый конь · d4 чёрный конь | a8 белый король · e8 чёрный конь · g8 белый слон · a7 белый конь · c7 чёрная пешка · d7 чёрный король · e7 белая пешка · f7 белый ферзь · c6 белый конь · d4 чёрный конь | a8 белый король · e8 чёрный конь · g8 белый слон · a7 белый конь · c7 чёрная пешка · d7 чёрный король · e7 белая пешка · f7 белый ферзь · c6 белый конь · d4 чёрный конь | a8 белый король · e8 чёрный конь · g8 белый слон · a7 белый конь · c7 чёрная пешка · d7 чёрный король · e7 белая пешка · f7 белый ферзь · c6 белый конь · d4 чёрный конь | a8 белый король · e8 чёрный конь · g8 белый слон · a7 белый конь · c7 чёрная пешка · d7 чёрный король · e7 белая пешка · f7 белый ферзь · c6 белый конь · d4 чёрный конь | a8 белый король · e8 чёрный конь · g8 белый слон · a7 белый конь · c7 чёрная пешка · d7 чёрный король · e7 белая пешка · f7 белый ферзь · c6 белый конь · d4 чёрный конь | a8 белый король · e8 чёрный конь · g8 белый слон · a7 белый конь · c7 чёрная пешка · d7 чёрный король · e7 белая пешка · f7 белый ферзь · c6 белый конь · d4 чёрный конь | a8 белый король · e8 чёрный конь · g8 белый слон · a7 белый конь · c7 чёрная пешка · d7 чёрный король · e7 белая пешка · f7 белый ферзь · c6 белый конь · d4 чёрный конь | 5 |
| 4 | a8 белый король · e8 чёрный конь · g8 белый слон · a7 белый конь · c7 чёрная пешка · d7 чёрный король · e7 белая пешка · f7 белый ферзь · c6 белый конь · d4 чёрный конь | a8 белый король · e8 чёрный конь · g8 белый слон · a7 белый конь · c7 чёрная пешка · d7 чёрный король · e7 белая пешка · f7 белый ферзь · c6 белый конь · d4 чёрный конь | a8 белый король · e8 чёрный конь · g8 белый слон · a7 белый конь · c7 чёрная пешка · d7 чёрный король · e7 белая пешка · f7 белый ферзь · c6 белый конь · d4 чёрный конь | a8 белый король · e8 чёрный конь · g8 белый слон · a7 белый конь · c7 чёрная пешка · d7 чёрный король · e7 белая пешка · f7 белый ферзь · c6 белый конь · d4 чёрный конь | a8 белый король · e8 чёрный конь · g8 белый слон · a7 белый конь · c7 чёрная пешка · d7 чёрный король · e7 белая пешка · f7 белый ферзь · c6 белый конь · d4 чёрный конь | a8 белый король · e8 чёрный конь · g8 белый слон · a7 белый конь · c7 чёрная пешка · d7 чёрный король · e7 белая пешка · f7 белый ферзь · c6 белый конь · d4 чёрный конь | a8 белый король · e8 чёрный конь · g8 белый слон · a7 белый конь · c7 чёрная пешка · d7 чёрный король · e7 белая пешка · f7 белый ферзь · c6 белый конь · d4 чёрный конь | a8 белый король · e8 чёрный конь · g8 белый слон · a7 белый конь · c7 чёрная пешка · d7 чёрный король · e7 белая пешка · f7 белый ферзь · c6 белый конь · d4 чёрный конь | 4 |
| 3 | a8 белый король · e8 чёрный конь · g8 белый слон · a7 белый конь · c7 чёрная пешка · d7 чёрный король · e7 белая пешка · f7 белый ферзь · c6 белый конь · d4 чёрный конь | a8 белый король · e8 чёрный конь · g8 белый слон · a7 белый конь · c7 чёрная пешка · d7 чёрный король · e7 белая пешка · f7 белый ферзь · c6 белый конь · d4 чёрный конь | a8 белый король · e8 чёрный конь · g8 белый слон · a7 белый конь · c7 чёрная пешка · d7 чёрный король · e7 белая пешка · f7 белый ферзь · c6 белый конь · d4 чёрный конь | a8 белый король · e8 чёрный конь · g8 белый слон · a7 белый конь · c7 чёрная пешка · d7 чёрный король · e7 белая пешка · f7 белый ферзь · c6 белый конь · d4 чёрный конь | a8 белый король · e8 чёрный конь · g8 белый слон · a7 белый конь · c7 чёрная пешка · d7 чёрный король · e7 белая пешка · f7 белый ферзь · c6 белый конь · d4 чёрный конь | a8 белый король · e8 чёрный конь · g8 белый слон · a7 белый конь · c7 чёрная пешка · d7 чёрный король · e7 белая пешка · f7 белый ферзь · c6 белый конь · d4 чёрный конь | a8 белый король · e8 чёрный конь · g8 белый слон · a7 белый конь · c7 чёрная пешка · d7 чёрный король · e7 белая пешка · f7 белый ферзь · c6 белый конь · d4 чёрный конь | a8 белый король · e8 чёрный конь · g8 белый слон · a7 белый конь · c7 чёрная пешка · d7 чёрный король · e7 белая пешка · f7 белый ферзь · c6 белый конь · d4 чёрный конь | 3 |
| 2 | a8 белый король · e8 чёрный конь · g8 белый слон · a7 белый конь · c7 чёрная пешка · d7 чёрный король · e7 белая пешка · f7 белый ферзь · c6 белый конь · d4 чёрный конь | a8 белый король · e8 чёрный конь · g8 белый слон · a7 белый конь · c7 чёрная пешка · d7 чёрный король · e7 белая пешка · f7 белый ферзь · c6 белый конь · d4 чёрный конь | a8 белый король · e8 чёрный конь · g8 белый слон · a7 белый конь · c7 чёрная пешка · d7 чёрный король · e7 белая пешка · f7 белый ферзь · c6 белый конь · d4 чёрный конь | a8 белый король · e8 чёрный конь · g8 белый слон · a7 белый конь · c7 чёрная пешка · d7 чёрный король · e7 белая пешка · f7 белый ферзь · c6 белый конь · d4 чёрный конь | a8 белый король · e8 чёрный конь · g8 белый слон · a7 белый конь · c7 чёрная пешка · d7 чёрный король · e7 белая пешка · f7 белый ферзь · c6 белый конь · d4 чёрный конь | a8 белый король · e8 чёрный конь · g8 белый слон · a7 белый конь · c7 чёрная пешка · d7 чёрный король · e7 белая пешка · f7 белый ферзь · c6 белый конь · d4 чёрный конь | a8 белый король · e8 чёрный конь · g8 белый слон · a7 белый конь · c7 чёрная пешка · d7 чёрный король · e7 белая пешка · f7 белый ферзь · c6 белый конь · d4 чёрный конь | a8 белый король · e8 чёрный конь · g8 белый слон · a7 белый конь · c7 чёрная пешка · d7 чёрный король · e7 белая пешка · f7 белый ферзь · c6 белый конь · d4 чёрный конь | 2 |
| 1 | a8 белый король · e8 чёрный конь · g8 белый слон · a7 белый конь · c7 чёрная пешка · d7 чёрный король · e7 белая пешка · f7 белый ферзь · c6 белый конь · d4 чёрный конь | a8 белый король · e8 чёрный конь · g8 белый слон · a7 белый конь · c7 чёрная пешка · d7 чёрный король · e7 белая пешка · f7 белый ферзь · c6 белый конь · d4 чёрный конь | a8 белый король · e8 чёрный конь · g8 белый слон · a7 белый конь · c7 чёрная пешка · d7 чёрный король · e7 белая пешка · f7 белый ферзь · c6 белый конь · d4 чёрный конь | a8 белый король · e8 чёрный конь · g8 белый слон · a7 белый конь · c7 чёрная пешка · d7 чёрный король · e7 белая пешка · f7 белый ферзь · c6 белый конь · d4 чёрный конь | a8 белый король · e8 чёрный конь · g8 белый слон · a7 белый конь · c7 чёрная пешка · d7 чёрный король · e7 белая пешка · f7 белый ферзь · c6 белый конь · d4 чёрный конь | a8 белый король · e8 чёрный конь · g8 белый слон · a7 белый конь · c7 чёрная пешка · d7 чёрный король · e7 белая пешка · f7 белый ферзь · c6 белый конь · d4 чёрный конь | a8 белый король · e8 чёрный конь · g8 белый слон · a7 белый конь · c7 чёрная пешка · d7 чёрный король · e7 белая пешка · f7 белый ферзь · c6 белый конь · d4 чёрный конь | a8 белый король · e8 чёрный конь · g8 белый слон · a7 белый конь · c7 чёрная пешка · d7 чёрный король · e7 белая пешка · f7 белый ферзь · c6 белый конь · d4 чёрный конь | 1 |
|   | a | b | c | d | e | f | g | h |   |

Иллюзорная игра: 1…Ке~ 2.e8K#, 1…Kd6 2.e8Ф#. 

Решение: 1.Кс8! (цугцванг), 

1…Ke~ 2.e8Ф#, 

1…Kp:c6(d6) 2.Фd5#, 

1…Kp:c8 2.Ф:e8#, 

1…Kd~ 2.Фе6#. 

Задача-блок с переменой одного из матов.
|   | a | b | c | d | e | f | g | h |   |
| - | --- | --- | --- | --- | --- | --- | --- | --- | - |
| 8 | d8 белый слон · a7 чёрная пешка · d7 чёрная пешка · f7 чёрный конь · g7 чёрный слон · a6 белая пешка · b6 чёрная пешка · c6 чёрная пешка · d6 чёрный король · e6 чёрная пешка · a5 белая ладья · e5 чёрная ладья · f5 чёрный ферзь · h4 чёрная ладья · e3 белая ладья · g3 чёрный конь · a2 белый ферзь · e2 чёрная пешка · e1 белый король · f1 белый слон · h1 чёрный слон | d8 белый слон · a7 чёрная пешка · d7 чёрная пешка · f7 чёрный конь · g7 чёрный слон · a6 белая пешка · b6 чёрная пешка · c6 чёрная пешка · d6 чёрный король · e6 чёрная пешка · a5 белая ладья · e5 чёрная ладья · f5 чёрный ферзь · h4 чёрная ладья · e3 белая ладья · g3 чёрный конь · a2 белый ферзь · e2 чёрная пешка · e1 белый король · f1 белый слон · h1 чёрный слон | d8 белый слон · a7 чёрная пешка · d7 чёрная пешка · f7 чёрный конь · g7 чёрный слон · a6 белая пешка · b6 чёрная пешка · c6 чёрная пешка · d6 чёрный король · e6 чёрная пешка · a5 белая ладья · e5 чёрная ладья · f5 чёрный ферзь · h4 чёрная ладья · e3 белая ладья · g3 чёрный конь · a2 белый ферзь · e2 чёрная пешка · e1 белый король · f1 белый слон · h1 чёрный слон | d8 белый слон · a7 чёрная пешка · d7 чёрная пешка · f7 чёрный конь · g7 чёрный слон · a6 белая пешка · b6 чёрная пешка · c6 чёрная пешка · d6 чёрный король · e6 чёрная пешка · a5 белая ладья · e5 чёрная ладья · f5 чёрный ферзь · h4 чёрная ладья · e3 белая ладья · g3 чёрный конь · a2 белый ферзь · e2 чёрная пешка · e1 белый король · f1 белый слон · h1 чёрный слон | d8 белый слон · a7 чёрная пешка · d7 чёрная пешка · f7 чёрный конь · g7 чёрный слон · a6 белая пешка · b6 чёрная пешка · c6 чёрная пешка · d6 чёрный король · e6 чёрная пешка · a5 белая ладья · e5 чёрная ладья · f5 чёрный ферзь · h4 чёрная ладья · e3 белая ладья · g3 чёрный конь · a2 белый ферзь · e2 чёрная пешка · e1 белый король · f1 белый слон · h1 чёрный слон | d8 белый слон · a7 чёрная пешка · d7 чёрная пешка · f7 чёрный конь · g7 чёрный слон · a6 белая пешка · b6 чёрная пешка · c6 чёрная пешка · d6 чёрный король · e6 чёрная пешка · a5 белая ладья · e5 чёрная ладья · f5 чёрный ферзь · h4 чёрная ладья · e3 белая ладья · g3 чёрный конь · a2 белый ферзь · e2 чёрная пешка · e1 белый король · f1 белый слон · h1 чёрный слон | d8 белый слон · a7 чёрная пешка · d7 чёрная пешка · f7 чёрный конь · g7 чёрный слон · a6 белая пешка · b6 чёрная пешка · c6 чёрная пешка · d6 чёрный король · e6 чёрная пешка · a5 белая ладья · e5 чёрная ладья · f5 чёрный ферзь · h4 чёрная ладья · e3 белая ладья · g3 чёрный конь · a2 белый ферзь · e2 чёрная пешка · e1 белый король · f1 белый слон · h1 чёрный слон | d8 белый слон · a7 чёрная пешка · d7 чёрная пешка · f7 чёрный конь · g7 чёрный слон · a6 белая пешка · b6 чёрная пешка · c6 чёрная пешка · d6 чёрный король · e6 чёрная пешка · a5 белая ладья · e5 чёрная ладья · f5 чёрный ферзь · h4 чёрная ладья · e3 белая ладья · g3 чёрный конь · a2 белый ферзь · e2 чёрная пешка · e1 белый король · f1 белый слон · h1 чёрный слон | 8 |
| 7 | d8 белый слон · a7 чёрная пешка · d7 чёрная пешка · f7 чёрный конь · g7 чёрный слон · a6 белая пешка · b6 чёрная пешка · c6 чёрная пешка · d6 чёрный король · e6 чёрная пешка · a5 белая ладья · e5 чёрная ладья · f5 чёрный ферзь · h4 чёрная ладья · e3 белая ладья · g3 чёрный конь · a2 белый ферзь · e2 чёрная пешка · e1 белый король · f1 белый слон · h1 чёрный слон | d8 белый слон · a7 чёрная пешка · d7 чёрная пешка · f7 чёрный конь · g7 чёрный слон · a6 белая пешка · b6 чёрная пешка · c6 чёрная пешка · d6 чёрный король · e6 чёрная пешка · a5 белая ладья · e5 чёрная ладья · f5 чёрный ферзь · h4 чёрная ладья · e3 белая ладья · g3 чёрный конь · a2 белый ферзь · e2 чёрная пешка · e1 белый король · f1 белый слон · h1 чёрный слон | d8 белый слон · a7 чёрная пешка · d7 чёрная пешка · f7 чёрный конь · g7 чёрный слон · a6 белая пешка · b6 чёрная пешка · c6 чёрная пешка · d6 чёрный король · e6 чёрная пешка · a5 белая ладья · e5 чёрная ладья · f5 чёрный ферзь · h4 чёрная ладья · e3 белая ладья · g3 чёрный конь · a2 белый ферзь · e2 чёрная пешка · e1 белый король · f1 белый слон · h1 чёрный слон | d8 белый слон · a7 чёрная пешка · d7 чёрная пешка · f7 чёрный конь · g7 чёрный слон · a6 белая пешка · b6 чёрная пешка · c6 чёрная пешка · d6 чёрный король · e6 чёрная пешка · a5 белая ладья · e5 чёрная ладья · f5 чёрный ферзь · h4 чёрная ладья · e3 белая ладья · g3 чёрный конь · a2 белый ферзь · e2 чёрная пешка · e1 белый король · f1 белый слон · h1 чёрный слон | d8 белый слон · a7 чёрная пешка · d7 чёрная пешка · f7 чёрный конь · g7 чёрный слон · a6 белая пешка · b6 чёрная пешка · c6 чёрная пешка · d6 чёрный король · e6 чёрная пешка · a5 белая ладья · e5 чёрная ладья · f5 чёрный ферзь · h4 чёрная ладья · e3 белая ладья · g3 чёрный конь · a2 белый ферзь · e2 чёрная пешка · e1 белый король · f1 белый слон · h1 чёрный слон | d8 белый слон · a7 чёрная пешка · d7 чёрная пешка · f7 чёрный конь · g7 чёрный слон · a6 белая пешка · b6 чёрная пешка · c6 чёрная пешка · d6 чёрный король · e6 чёрная пешка · a5 белая ладья · e5 чёрная ладья · f5 чёрный ферзь · h4 чёрная ладья · e3 белая ладья · g3 чёрный конь · a2 белый ферзь · e2 чёрная пешка · e1 белый король · f1 белый слон · h1 чёрный слон | d8 белый слон · a7 чёрная пешка · d7 чёрная пешка · f7 чёрный конь · g7 чёрный слон · a6 белая пешка · b6 чёрная пешка · c6 чёрная пешка · d6 чёрный король · e6 чёрная пешка · a5 белая ладья · e5 чёрная ладья · f5 чёрный ферзь · h4 чёрная ладья · e3 белая ладья · g3 чёрный конь · a2 белый ферзь · e2 чёрная пешка · e1 белый король · f1 белый слон · h1 чёрный слон | d8 белый слон · a7 чёрная пешка · d7 чёрная пешка · f7 чёрный конь · g7 чёрный слон · a6 белая пешка · b6 чёрная пешка · c6 чёрная пешка · d6 чёрный король · e6 чёрная пешка · a5 белая ладья · e5 чёрная ладья · f5 чёрный ферзь · h4 чёрная ладья · e3 белая ладья · g3 чёрный конь · a2 белый ферзь · e2 чёрная пешка · e1 белый король · f1 белый слон · h1 чёрный слон | 7 |
| 6 | d8 белый слон · a7 чёрная пешка · d7 чёрная пешка · f7 чёрный конь · g7 чёрный слон · a6 белая пешка · b6 чёрная пешка · c6 чёрная пешка · d6 чёрный король · e6 чёрная пешка · a5 белая ладья · e5 чёрная ладья · f5 чёрный ферзь · h4 чёрная ладья · e3 белая ладья · g3 чёрный конь · a2 белый ферзь · e2 чёрная пешка · e1 белый король · f1 белый слон · h1 чёрный слон | d8 белый слон · a7 чёрная пешка · d7 чёрная пешка · f7 чёрный конь · g7 чёрный слон · a6 белая пешка · b6 чёрная пешка · c6 чёрная пешка · d6 чёрный король · e6 чёрная пешка · a5 белая ладья · e5 чёрная ладья · f5 чёрный ферзь · h4 чёрная ладья · e3 белая ладья · g3 чёрный конь · a2 белый ферзь · e2 чёрная пешка · e1 белый король · f1 белый слон · h1 чёрный слон | d8 белый слон · a7 чёрная пешка · d7 чёрная пешка · f7 чёрный конь · g7 чёрный слон · a6 белая пешка · b6 чёрная пешка · c6 чёрная пешка · d6 чёрный король · e6 чёрная пешка · a5 белая ладья · e5 чёрная ладья · f5 чёрный ферзь · h4 чёрная ладья · e3 белая ладья · g3 чёрный конь · a2 белый ферзь · e2 чёрная пешка · e1 белый король · f1 белый слон · h1 чёрный слон | d8 белый слон · a7 чёрная пешка · d7 чёрная пешка · f7 чёрный конь · g7 чёрный слон · a6 белая пешка · b6 чёрная пешка · c6 чёрная пешка · d6 чёрный король · e6 чёрная пешка · a5 белая ладья · e5 чёрная ладья · f5 чёрный ферзь · h4 чёрная ладья · e3 белая ладья · g3 чёрный конь · a2 белый ферзь · e2 чёрная пешка · e1 белый король · f1 белый слон · h1 чёрный слон | d8 белый слон · a7 чёрная пешка · d7 чёрная пешка · f7 чёрный конь · g7 чёрный слон · a6 белая пешка · b6 чёрная пешка · c6 чёрная пешка · d6 чёрный король · e6 чёрная пешка · a5 белая ладья · e5 чёрная ладья · f5 чёрный ферзь · h4 чёрная ладья · e3 белая ладья · g3 чёрный конь · a2 белый ферзь · e2 чёрная пешка · e1 белый король · f1 белый слон · h1 чёрный слон | d8 белый слон · a7 чёрная пешка · d7 чёрная пешка · f7 чёрный конь · g7 чёрный слон · a6 белая пешка · b6 чёрная пешка · c6 чёрная пешка · d6 чёрный король · e6 чёрная пешка · a5 белая ладья · e5 чёрная ладья · f5 чёрный ферзь · h4 чёрная ладья · e3 белая ладья · g3 чёрный конь · a2 белый ферзь · e2 чёрная пешка · e1 белый король · f1 белый слон · h1 чёрный слон | d8 белый слон · a7 чёрная пешка · d7 чёрная пешка · f7 чёрный конь · g7 чёрный слон · a6 белая пешка · b6 чёрная пешка · c6 чёрная пешка · d6 чёрный король · e6 чёрная пешка · a5 белая ладья · e5 чёрная ладья · f5 чёрный ферзь · h4 чёрная ладья · e3 белая ладья · g3 чёрный конь · a2 белый ферзь · e2 чёрная пешка · e1 белый король · f1 белый слон · h1 чёрный слон | d8 белый слон · a7 чёрная пешка · d7 чёрная пешка · f7 чёрный конь · g7 чёрный слон · a6 белая пешка · b6 чёрная пешка · c6 чёрная пешка · d6 чёрный король · e6 чёрная пешка · a5 белая ладья · e5 чёрная ладья · f5 чёрный ферзь · h4 чёрная ладья · e3 белая ладья · g3 чёрный конь · a2 белый ферзь · e2 чёрная пешка · e1 белый король · f1 белый слон · h1 чёрный слон | 6 |
| 5 | d8 белый слон · a7 чёрная пешка · d7 чёрная пешка · f7 чёрный конь · g7 чёрный слон · a6 белая пешка · b6 чёрная пешка · c6 чёрная пешка · d6 чёрный король · e6 чёрная пешка · a5 белая ладья · e5 чёрная ладья · f5 чёрный ферзь · h4 чёрная ладья · e3 белая ладья · g3 чёрный конь · a2 белый ферзь · e2 чёрная пешка · e1 белый король · f1 белый слон · h1 чёрный слон | d8 белый слон · a7 чёрная пешка · d7 чёрная пешка · f7 чёрный конь · g7 чёрный слон · a6 белая пешка · b6 чёрная пешка · c6 чёрная пешка · d6 чёрный король · e6 чёрная пешка · a5 белая ладья · e5 чёрная ладья · f5 чёрный ферзь · h4 чёрная ладья · e3 белая ладья · g3 чёрный конь · a2 белый ферзь · e2 чёрная пешка · e1 белый король · f1 белый слон · h1 чёрный слон | d8 белый слон · a7 чёрная пешка · d7 чёрная пешка · f7 чёрный конь · g7 чёрный слон · a6 белая пешка · b6 чёрная пешка · c6 чёрная пешка · d6 чёрный король · e6 чёрная пешка · a5 белая ладья · e5 чёрная ладья · f5 чёрный ферзь · h4 чёрная ладья · e3 белая ладья · g3 чёрный конь · a2 белый ферзь · e2 чёрная пешка · e1 белый король · f1 белый слон · h1 чёрный слон | d8 белый слон · a7 чёрная пешка · d7 чёрная пешка · f7 чёрный конь · g7 чёрный слон · a6 белая пешка · b6 чёрная пешка · c6 чёрная пешка · d6 чёрный король · e6 чёрная пешка · a5 белая ладья · e5 чёрная ладья · f5 чёрный ферзь · h4 чёрная ладья · e3 белая ладья · g3 чёрный конь · a2 белый ферзь · e2 чёрная пешка · e1 белый король · f1 белый слон · h1 чёрный слон | d8 белый слон · a7 чёрная пешка · d7 чёрная пешка · f7 чёрный конь · g7 чёрный слон · a6 белая пешка · b6 чёрная пешка · c6 чёрная пешка · d6 чёрный король · e6 чёрная пешка · a5 белая ладья · e5 чёрная ладья · f5 чёрный ферзь · h4 чёрная ладья · e3 белая ладья · g3 чёрный конь · a2 белый ферзь · e2 чёрная пешка · e1 белый король · f1 белый слон · h1 чёрный слон | d8 белый слон · a7 чёрная пешка · d7 чёрная пешка · f7 чёрный конь · g7 чёрный слон · a6 белая пешка · b6 чёрная пешка · c6 чёрная пешка · d6 чёрный король · e6 чёрная пешка · a5 белая ладья · e5 чёрная ладья · f5 чёрный ферзь · h4 чёрная ладья · e3 белая ладья · g3 чёрный конь · a2 белый ферзь · e2 чёрная пешка · e1 белый король · f1 белый слон · h1 чёрный слон | d8 белый слон · a7 чёрная пешка · d7 чёрная пешка · f7 чёрный конь · g7 чёрный слон · a6 белая пешка · b6 чёрная пешка · c6 чёрная пешка · d6 чёрный король · e6 чёрная пешка · a5 белая ладья · e5 чёрная ладья · f5 чёрный ферзь · h4 чёрная ладья · e3 белая ладья · g3 чёрный конь · a2 белый ферзь · e2 чёрная пешка · e1 белый король · f1 белый слон · h1 чёрный слон | d8 белый слон · a7 чёрная пешка · d7 чёрная пешка · f7 чёрный конь · g7 чёрный слон · a6 белая пешка · b6 чёрная пешка · c6 чёрная пешка · d6 чёрный король · e6 чёрная пешка · a5 белая ладья · e5 чёрная ладья · f5 чёрный ферзь · h4 чёрная ладья · e3 белая ладья · g3 чёрный конь · a2 белый ферзь · e2 чёрная пешка · e1 белый король · f1 белый слон · h1 чёрный слон | 5 |
| 4 | d8 белый слон · a7 чёрная пешка · d7 чёрная пешка · f7 чёрный конь · g7 чёрный слон · a6 белая пешка · b6 чёрная пешка · c6 чёрная пешка · d6 чёрный король · e6 чёрная пешка · a5 белая ладья · e5 чёрная ладья · f5 чёрный ферзь · h4 чёрная ладья · e3 белая ладья · g3 чёрный конь · a2 белый ферзь · e2 чёрная пешка · e1 белый король · f1 белый слон · h1 чёрный слон | d8 белый слон · a7 чёрная пешка · d7 чёрная пешка · f7 чёрный конь · g7 чёрный слон · a6 белая пешка · b6 чёрная пешка · c6 чёрная пешка · d6 чёрный король · e6 чёрная пешка · a5 белая ладья · e5 чёрная ладья · f5 чёрный ферзь · h4 чёрная ладья · e3 белая ладья · g3 чёрный конь · a2 белый ферзь · e2 чёрная пешка · e1 белый король · f1 белый слон · h1 чёрный слон | d8 белый слон · a7 чёрная пешка · d7 чёрная пешка · f7 чёрный конь · g7 чёрный слон · a6 белая пешка · b6 чёрная пешка · c6 чёрная пешка · d6 чёрный король · e6 чёрная пешка · a5 белая ладья · e5 чёрная ладья · f5 чёрный ферзь · h4 чёрная ладья · e3 белая ладья · g3 чёрный конь · a2 белый ферзь · e2 чёрная пешка · e1 белый король · f1 белый слон · h1 чёрный слон | d8 белый слон · a7 чёрная пешка · d7 чёрная пешка · f7 чёрный конь · g7 чёрный слон · a6 белая пешка · b6 чёрная пешка · c6 чёрная пешка · d6 чёрный король · e6 чёрная пешка · a5 белая ладья · e5 чёрная ладья · f5 чёрный ферзь · h4 чёрная ладья · e3 белая ладья · g3 чёрный конь · a2 белый ферзь · e2 чёрная пешка · e1 белый король · f1 белый слон · h1 чёрный слон | d8 белый слон · a7 чёрная пешка · d7 чёрная пешка · f7 чёрный конь · g7 чёрный слон · a6 белая пешка · b6 чёрная пешка · c6 чёрная пешка · d6 чёрный король · e6 чёрная пешка · a5 белая ладья · e5 чёрная ладья · f5 чёрный ферзь · h4 чёрная ладья · e3 белая ладья · g3 чёрный конь · a2 белый ферзь · e2 чёрная пешка · e1 белый король · f1 белый слон · h1 чёрный слон | d8 белый слон · a7 чёрная пешка · d7 чёрная пешка · f7 чёрный конь · g7 чёрный слон · a6 белая пешка · b6 чёрная пешка · c6 чёрная пешка · d6 чёрный король · e6 чёрная пешка · a5 белая ладья · e5 чёрная ладья · f5 чёрный ферзь · h4 чёрная ладья · e3 белая ладья · g3 чёрный конь · a2 белый ферзь · e2 чёрная пешка · e1 белый король · f1 белый слон · h1 чёрный слон | d8 белый слон · a7 чёрная пешка · d7 чёрная пешка · f7 чёрный конь · g7 чёрный слон · a6 белая пешка · b6 чёрная пешка · c6 чёрная пешка · d6 чёрный король · e6 чёрная пешка · a5 белая ладья · e5 чёрная ладья · f5 чёрный ферзь · h4 чёрная ладья · e3 белая ладья · g3 чёрный конь · a2 белый ферзь · e2 чёрная пешка · e1 белый король · f1 белый слон · h1 чёрный слон | d8 белый слон · a7 чёрная пешка · d7 чёрная пешка · f7 чёрный конь · g7 чёрный слон · a6 белая пешка · b6 чёрная пешка · c6 чёрная пешка · d6 чёрный король · e6 чёрная пешка · a5 белая ладья · e5 чёрная ладья · f5 чёрный ферзь · h4 чёрная ладья · e3 белая ладья · g3 чёрный конь · a2 белый ферзь · e2 чёрная пешка · e1 белый король · f1 белый слон · h1 чёрный слон | 4 |
| 3 | d8 белый слон · a7 чёрная пешка · d7 чёрная пешка · f7 чёрный конь · g7 чёрный слон · a6 белая пешка · b6 чёрная пешка · c6 чёрная пешка · d6 чёрный король · e6 чёрная пешка · a5 белая ладья · e5 чёрная ладья · f5 чёрный ферзь · h4 чёрная ладья · e3 белая ладья · g3 чёрный конь · a2 белый ферзь · e2 чёрная пешка · e1 белый король · f1 белый слон · h1 чёрный слон | d8 белый слон · a7 чёрная пешка · d7 чёрная пешка · f7 чёрный конь · g7 чёрный слон · a6 белая пешка · b6 чёрная пешка · c6 чёрная пешка · d6 чёрный король · e6 чёрная пешка · a5 белая ладья · e5 чёрная ладья · f5 чёрный ферзь · h4 чёрная ладья · e3 белая ладья · g3 чёрный конь · a2 белый ферзь · e2 чёрная пешка · e1 белый король · f1 белый слон · h1 чёрный слон | d8 белый слон · a7 чёрная пешка · d7 чёрная пешка · f7 чёрный конь · g7 чёрный слон · a6 белая пешка · b6 чёрная пешка · c6 чёрная пешка · d6 чёрный король · e6 чёрная пешка · a5 белая ладья · e5 чёрная ладья · f5 чёрный ферзь · h4 чёрная ладья · e3 белая ладья · g3 чёрный конь · a2 белый ферзь · e2 чёрная пешка · e1 белый король · f1 белый слон · h1 чёрный слон | d8 белый слон · a7 чёрная пешка · d7 чёрная пешка · f7 чёрный конь · g7 чёрный слон · a6 белая пешка · b6 чёрная пешка · c6 чёрная пешка · d6 чёрный король · e6 чёрная пешка · a5 белая ладья · e5 чёрная ладья · f5 чёрный ферзь · h4 чёрная ладья · e3 белая ладья · g3 чёрный конь · a2 белый ферзь · e2 чёрная пешка · e1 белый король · f1 белый слон · h1 чёрный слон | d8 белый слон · a7 чёрная пешка · d7 чёрная пешка · f7 чёрный конь · g7 чёрный слон · a6 белая пешка · b6 чёрная пешка · c6 чёрная пешка · d6 чёрный король · e6 чёрная пешка · a5 белая ладья · e5 чёрная ладья · f5 чёрный ферзь · h4 чёрная ладья · e3 белая ладья · g3 чёрный конь · a2 белый ферзь · e2 чёрная пешка · e1 белый король · f1 белый слон · h1 чёрный слон | d8 белый слон · a7 чёрная пешка · d7 чёрная пешка · f7 чёрный конь · g7 чёрный слон · a6 белая пешка · b6 чёрная пешка · c6 чёрная пешка · d6 чёрный король · e6 чёрная пешка · a5 белая ладья · e5 чёрная ладья · f5 чёрный ферзь · h4 чёрная ладья · e3 белая ладья · g3 чёрный конь · a2 белый ферзь · e2 чёрная пешка · e1 белый король · f1 белый слон · h1 чёрный слон | d8 белый слон · a7 чёрная пешка · d7 чёрная пешка · f7 чёрный конь · g7 чёрный слон · a6 белая пешка · b6 чёрная пешка · c6 чёрная пешка · d6 чёрный король · e6 чёрная пешка · a5 белая ладья · e5 чёрная ладья · f5 чёрный ферзь · h4 чёрная ладья · e3 белая ладья · g3 чёрный конь · a2 белый ферзь · e2 чёрная пешка · e1 белый король · f1 белый слон · h1 чёрный слон | d8 белый слон · a7 чёрная пешка · d7 чёрная пешка · f7 чёрный конь · g7 чёрный слон · a6 белая пешка · b6 чёрная пешка · c6 чёрная пешка · d6 чёрный король · e6 чёрная пешка · a5 белая ладья · e5 чёрная ладья · f5 чёрный ферзь · h4 чёрная ладья · e3 белая ладья · g3 чёрный конь · a2 белый ферзь · e2 чёрная пешка · e1 белый король · f1 белый слон · h1 чёрный слон | 3 |
| 2 | d8 белый слон · a7 чёрная пешка · d7 чёрная пешка · f7 чёрный конь · g7 чёрный слон · a6 белая пешка · b6 чёрная пешка · c6 чёрная пешка · d6 чёрный король · e6 чёрная пешка · a5 белая ладья · e5 чёрная ладья · f5 чёрный ферзь · h4 чёрная ладья · e3 белая ладья · g3 чёрный конь · a2 белый ферзь · e2 чёрная пешка · e1 белый король · f1 белый слон · h1 чёрный слон | d8 белый слон · a7 чёрная пешка · d7 чёрная пешка · f7 чёрный конь · g7 чёрный слон · a6 белая пешка · b6 чёрная пешка · c6 чёрная пешка · d6 чёрный король · e6 чёрная пешка · a5 белая ладья · e5 чёрная ладья · f5 чёрный ферзь · h4 чёрная ладья · e3 белая ладья · g3 чёрный конь · a2 белый ферзь · e2 чёрная пешка · e1 белый король · f1 белый слон · h1 чёрный слон | d8 белый слон · a7 чёрная пешка · d7 чёрная пешка · f7 чёрный конь · g7 чёрный слон · a6 белая пешка · b6 чёрная пешка · c6 чёрная пешка · d6 чёрный король · e6 чёрная пешка · a5 белая ладья · e5 чёрная ладья · f5 чёрный ферзь · h4 чёрная ладья · e3 белая ладья · g3 чёрный конь · a2 белый ферзь · e2 чёрная пешка · e1 белый король · f1 белый слон · h1 чёрный слон | d8 белый слон · a7 чёрная пешка · d7 чёрная пешка · f7 чёрный конь · g7 чёрный слон · a6 белая пешка · b6 чёрная пешка · c6 чёрная пешка · d6 чёрный король · e6 чёрная пешка · a5 белая ладья · e5 чёрная ладья · f5 чёрный ферзь · h4 чёрная ладья · e3 белая ладья · g3 чёрный конь · a2 белый ферзь · e2 чёрная пешка · e1 белый король · f1 белый слон · h1 чёрный слон | d8 белый слон · a7 чёрная пешка · d7 чёрная пешка · f7 чёрный конь · g7 чёрный слон · a6 белая пешка · b6 чёрная пешка · c6 чёрная пешка · d6 чёрный король · e6 чёрная пешка · a5 белая ладья · e5 чёрная ладья · f5 чёрный ферзь · h4 чёрная ладья · e3 белая ладья · g3 чёрный конь · a2 белый ферзь · e2 чёрная пешка · e1 белый король · f1 белый слон · h1 чёрный слон | d8 белый слон · a7 чёрная пешка · d7 чёрная пешка · f7 чёрный конь · g7 чёрный слон · a6 белая пешка · b6 чёрная пешка · c6 чёрная пешка · d6 чёрный король · e6 чёрная пешка · a5 белая ладья · e5 чёрная ладья · f5 чёрный ферзь · h4 чёрная ладья · e3 белая ладья · g3 чёрный конь · a2 белый ферзь · e2 чёрная пешка · e1 белый король · f1 белый слон · h1 чёрный слон | d8 белый слон · a7 чёрная пешка · d7 чёрная пешка · f7 чёрный конь · g7 чёрный слон · a6 белая пешка · b6 чёрная пешка · c6 чёрная пешка · d6 чёрный король · e6 чёрная пешка · a5 белая ладья · e5 чёрная ладья · f5 чёрный ферзь · h4 чёрная ладья · e3 белая ладья · g3 чёрный конь · a2 белый ферзь · e2 чёрная пешка · e1 белый король · f1 белый слон · h1 чёрный слон | d8 белый слон · a7 чёрная пешка · d7 чёрная пешка · f7 чёрный конь · g7 чёрный слон · a6 белая пешка · b6 чёрная пешка · c6 чёрная пешка · d6 чёрный король · e6 чёрная пешка · a5 белая ладья · e5 чёрная ладья · f5 чёрный ферзь · h4 чёрная ладья · e3 белая ладья · g3 чёрный конь · a2 белый ферзь · e2 чёрная пешка · e1 белый король · f1 белый слон · h1 чёрный слон | 2 |
| 1 | d8 белый слон · a7 чёрная пешка · d7 чёрная пешка · f7 чёрный конь · g7 чёрный слон · a6 белая пешка · b6 чёрная пешка · c6 чёрная пешка · d6 чёрный король · e6 чёрная пешка · a5 белая ладья · e5 чёрная ладья · f5 чёрный ферзь · h4 чёрная ладья · e3 белая ладья · g3 чёрный конь · a2 белый ферзь · e2 чёрная пешка · e1 белый король · f1 белый слон · h1 чёрный слон | d8 белый слон · a7 чёрная пешка · d7 чёрная пешка · f7 чёрный конь · g7 чёрный слон · a6 белая пешка · b6 чёрная пешка · c6 чёрная пешка · d6 чёрный король · e6 чёрная пешка · a5 белая ладья · e5 чёрная ладья · f5 чёрный ферзь · h4 чёрная ладья · e3 белая ладья · g3 чёрный конь · a2 белый ферзь · e2 чёрная пешка · e1 белый король · f1 белый слон · h1 чёрный слон | d8 белый слон · a7 чёрная пешка · d7 чёрная пешка · f7 чёрный конь · g7 чёрный слон · a6 белая пешка · b6 чёрная пешка · c6 чёрная пешка · d6 чёрный король · e6 чёрная пешка · a5 белая ладья · e5 чёрная ладья · f5 чёрный ферзь · h4 чёрная ладья · e3 белая ладья · g3 чёрный конь · a2 белый ферзь · e2 чёрная пешка · e1 белый король · f1 белый слон · h1 чёрный слон | d8 белый слон · a7 чёрная пешка · d7 чёрная пешка · f7 чёрный конь · g7 чёрный слон · a6 белая пешка · b6 чёрная пешка · c6 чёрная пешка · d6 чёрный король · e6 чёрная пешка · a5 белая ладья · e5 чёрная ладья · f5 чёрный ферзь · h4 чёрная ладья · e3 белая ладья · g3 чёрный конь · a2 белый ферзь · e2 чёрная пешка · e1 белый король · f1 белый слон · h1 чёрный слон | d8 белый слон · a7 чёрная пешка · d7 чёрная пешка · f7 чёрный конь · g7 чёрный слон · a6 белая пешка · b6 чёрная пешка · c6 чёрная пешка · d6 чёрный король · e6 чёрная пешка · a5 белая ладья · e5 чёрная ладья · f5 чёрный ферзь · h4 чёрная ладья · e3 белая ладья · g3 чёрный конь · a2 белый ферзь · e2 чёрная пешка · e1 белый король · f1 белый слон · h1 чёрный слон | d8 белый слон · a7 чёрная пешка · d7 чёрная пешка · f7 чёрный конь · g7 чёрный слон · a6 белая пешка · b6 чёрная пешка · c6 чёрная пешка · d6 чёрный король · e6 чёрная пешка · a5 белая ладья · e5 чёрная ладья · f5 чёрный ферзь · h4 чёрная ладья · e3 белая ладья · g3 чёрный конь · a2 белый ферзь · e2 чёрная пешка · e1 белый король · f1 белый слон · h1 чёрный слон | d8 белый слон · a7 чёрная пешка · d7 чёрная пешка · f7 чёрный конь · g7 чёрный слон · a6 белая пешка · b6 чёрная пешка · c6 чёрная пешка · d6 чёрный король · e6 чёрная пешка · a5 белая ладья · e5 чёрная ладья · f5 чёрный ферзь · h4 чёрная ладья · e3 белая ладья · g3 чёрный конь · a2 белый ферзь · e2 чёрная пешка · e1 белый король · f1 белый слон · h1 чёрный слон | d8 белый слон · a7 чёрная пешка · d7 чёрная пешка · f7 чёрный конь · g7 чёрный слон · a6 белая пешка · b6 чёрная пешка · c6 чёрная пешка · d6 чёрный король · e6 чёрная пешка · a5 белая ладья · e5 чёрная ладья · f5 чёрный ферзь · h4 чёрная ладья · e3 белая ладья · g3 чёрный конь · a2 белый ферзь · e2 чёрная пешка · e1 белый король · f1 белый слон · h1 чёрный слон | 1 |
|   | a | b | c | d | e | f | g | h |   |

Начинают чёрные: 1.efK! Фh2 2.Ke4 Лd3#